# Myrmica constricta
Myrmica constricta  (лат.) — вид мелких муравьёв рода Myrmica (подсемейство мирмицины).

## Распространение
Центральная и южная Европа, в том числе на востоке: Польша, лесостепная материковая Украина, Чехия.

## Описание
Мелкие коричневые муравьи длиной около 5 мм с длинными шипиками заднегруди. Усики 12-члениковые (у самцов 13-члениковые). Скапус усиков самцов очень короткий. Стебелёк между грудкой и брюшком состоит из двух члеников: петиолюса и постпетиолюса (последний четко отделен от брюшка), жало развито, куколки голые (без кокона). Брюшко гладкое и блестящее. Брачный лёт самок и самцов происходит с июля по сентябрь.

## Систематика
Близок к виду Myrmica rugulosa, включён в комплекс Myrmica rugulosa видовой группы Myrmica scabrinodis-group. Вид был впервые описан в 1934 году под первоначальным названием Myrmica rugulosa var. constricta.